# Encinal (Teksas)
Encinal – miasto w Stanach Zjednoczonych, w stanie Teksas, w hrabstwie La Salle.